# Johnny Weltz
Johnny Weltz (Kopenhagen, 20 maart 1962) is een Deens voormalig wielrenner, beroeps van 1987 tot 1995.
Zijn belangrijkste overwinningen boekte Weltz in 1988, toen hij zowel in de Ronde van Spanje als in de Ronde van Frankrijk een etappe wist te winnen. Na zijn actieve wielerloopbaan ging hij aan de slag als ploegleider, eerst bij Motorola (1996) en vervolgens bij US Postal. In 2007 stapte Weltz over naar Team Slipstream en bleef daar tot en met 2016 actief. Het team droeg later de namen Garmin, Cannondale en EF Education First.

## Erelijst
1987
- GP Plumelec
- La Marseillaise

1988
- 14e etappe Ronde van Spanje
- 19e etappe Ronde van Frankrijk

1989
- Deens kampioen op de weg, Elite
- Scandinavian Open Road Race

1992
- Clásica de Almería

1993
- Gran Premio Navarra

## Resultaten in voornaamste wedstrijden
| Jaar | Ronde van Italië | Ronde van Frankrijk | Ronde van Spanje |
| ---- | ---------------- | ------------------- | ---------------- |
| 1987 |                  |                     | 42e              |
| 1988 |                  | 54e (1)             | 53e (1)          |
| 1989 |                  |                     | opgave           |
| 1990 |                  | opgave              | 28e              |
| 1991 |                  | opgave              | 48e              |
| 1992 | opgave           | 102e                |                  |
| 1993 |                  |                     |                  |
| 1995 |                  |                     | 90e              |

| Jaar | Milaan-San Remo | Ronde van Vlaanderen | Parijs-Roubaix | Amstel Gold Race | Ronde van Lombardije | Bretagne Classic |
| ---- | --------------- | -------------------- | -------------- | ---------------- | -------------------- | ---------------- |
| 1987 |                 |                      |                |                  |                      | 7e               |
| 1988 |                 |                      |                |                  |                      |                  |
| 1989 |                 |                      |                |                  |                      |                  |
| 1990 | 23e             | 87e                  |                |                  |                      |                  |
| 1991 | 9e              |                      | 78e            |                  | 16e                  |                  |
| 1992 | 66e             | 63e                  |                | 78e              | 60e                  |                  |
| 1993 | 158e            |                      | 56e            |                  |                      |                  |
| 1995 |                 |                      |                |                  |                      |                  |

## Ploegen
- 1987 - Fagor
- 1988 - Fagor-MBK
- 1989 - ONCE
- 1990 - ONCE
- 1991 - ONCE
- 1992 - ONCE
- 1993 - ONCE
- 1994 - Artiach
- 1995 - Motorola Denmark